# Skarysławice
Skarysławice – część wsi Podgaje w Polsce, położona w województwie świętokrzyskim, w powiecie buskim, w gminie Busko-Zdrój.
W latach 1975–1998 Skarysławice administracyjnie należały do województwa kieleckiego.